# 埃尔巴赫 (巴伐利亚州)
埃尔巴赫（德語：Erlbach，發音：[ˈɛʁlbax]）是德国巴伐利亚州上巴伐利亚行政区旧厄廷县的市镇，面积28.13平方千米，2023年12月31日人口为1,174人。